# Buchnera dundensis
Buchnera dundensis är en snyltrotsväxtart som beskrevs av Alberto Judice Leote Cavaco. Buchnera dundensis ingår i släktet Buchnera och familjen snyltrotsväxter. Inga underarter finns listade i Catalogue of Life.